# Andy Morrison
Andrew Charles Morrison (Inverness, 30 luglio 1970) è un allenatore di calcio ed ex calciatore scozzese, di ruolo difensore, commissario tecnico della nazionale singalese.

## Carriera

### Giocatore
Esordisce tra i professionisti nella stagione 1987-1988 quando, non ancora maggiorenne, gioca una partita nella seconda divisione inglese con il Plymouth; nel campionato successivo gioca 2 partite, ed a partire dalla stagione 1989-1990 viene impiegato con maggiore frequenza, totalizzando 19 presenze ed una rete. Nelle stagioni 1990-1991 e 1991-1992 è poi spesso titolare, collezionando 62 partite e 5 gol in seconda divisione nell'arco del biennio; rimane al Plymouth anche nella stagione 1992-1993, nella quale disputa 29 partite nella terza divisione inglese. Nell'estate del 1993 passa quindi al Blackburn, con cui nella stagione 1994-1995 gioca 5 partite in prima divisione, restando poi in rosa anche nella prima parte della stagione successiva, nella quale non viene mai impiegato in partite ufficiali.
Passa quindi in terza divisione al Blackpool, dove rimane per una stagione e mezzo totalizzando 47 partite e 3 reti; successivamente gioca per due stagioni e mezzo in seconda divisione all'Huddersfield Town, per poi passare nel corso della stagione 1998-1999 al Manchester City, con cui conquista una promozione dalla terza alla seconda divisione, totalizzando 22 partite e 4 reti. Rimane ai Citizens per ulteriori tre stagioni, giocando 12 partite in seconda divisione e 3 partite in prima divisione, intervallate da vari prestiti di breve durata in vari club (al Blackpool in quarta divisione, al Crystal Palace ed allo Sheffield Utd in seconda divisione).
In carriera ha totalizzato 8 presenze nella prima divisione inglese e 148 presenze ed 8 reti nella seconda divisione inglese.

### Allenatore
Tra il 2005 ed il 2007 ha lavorato come vice di Andy Preece nel Worcester City, club delle serie minori inglesi; lavora come vice di Preece anche al Northwich Victoria, dal 2009 al 2012. Ricopre un ruolo analogo all'Airbus UK Broughton, club della prima divisione gallese, dal 2012 al 2015.
Nell'estate del 2015 diventa allenatore del Connah's Q.N., club della prima divisione gallese, con cui nella sua prima stagione ottiene un quarto posto in classifica, grazie al quale il club ottiene la prima qualificazione europea della propria storia, prendendo parte ai turni preliminari della UEFA Europa League 2016-2017, nei quali elimina i norvegesi dello Stabæk per poi essere eliminato dai serbi del Vojvodina. Nei tre anni seguenti il club ottiene due secondi ed un terzo posto in campionato, prendendo quindi parte ad ulteriori tre edizioni di Europa League (le prime due chiuse con un'eliminazione al primo turno preliminare, mentre nella UEFA Europa League 2019-2020 elimina gli scozzesi del Kilmarnock per poi essere eliminato dai serbi del Partizan nel secondo turno preliminare). Nella stagione 2017-2018 vince inoltre la Coppa del Galles (la prima nella storia del club che, ad eccezione di una Coppa di Lega nella stagione 1995-1996, non aveva mai vinto nessun trofeo nazionale), mentre nella stagione 2019-2020 vince la Coppa di Lega e, complice anche l'interruzione prematura del campionato per via della Pandemia di COVID-19, anche il primo campionato nella storia del club, che al momento dell'interruzione si trovava in testa alla classifica con una media punti migliore del The New Saints secondo classificato. Vince anche il campionato 2020-2021, per poi dare le dimissioni il 28 settembre 2021; successivamente nel 2022 diventa commissario tecnico della nazionale dello Sri Lanka.

## Palmarès

### Giocatore

#### Competizioni nazionali
- Campionato inglese di seconda divisione: 1

Manchester City: 2001-2002

### Allenatore

#### Competizioni nazionali
- Campionato gallese: 2

Connah's Quay: 2019-2020, 2020-2021
- Coppa del Galles: 1

Connah's Quay: 2017-2018
- Welsh League Cup: 1

Connah's Quay: 2019-2020